# Назва Грузії
Попри те, що самі грузини називають свою країну Сакартвело (груз. საქართველო «країна картвелів»), у більшості мов закріпилась латинська назва Georgia (Георгія).
Назва країни походить від основного центрального грузинського регіону Картлі тобто Іберія з класичних і візантійських джерел, навколо якого була сформована у часи раннього середньовіччя культурна й політична єдність грузин (картвелів).
Слово Георгія, ймовірно, походить від перської назви грузин (картвелів), Гурган, з перської Варкана ( «земля вовків») (звідси також походить вірменська назва Грузії Вірк (Վիրք) і греко-латинська Іберія).
Російська назва Грузія (Грузия) також перського походження, від перської گرجستان Gorjestân (турецькою: Gürcistan, Gurjistan, осетинською: Гуырдзыстон Gwyrdzyston, монгольською: Гүрж Gürj.)
Назва вперше зустрічається в подорожніх записах Ігнатія Смольнянина як gurzi (гурзи) (1389):
А въ церковь ту влѣзщи, ино направѣ Гурзійскаа служба, Гурзіи служатъ. - Хожение в Иерусалим
Афанасій Нікітін називає Грузію гурзинською землею (1466–72).
Да Севастѣи губѣ, да Гурзынской земли добро обилію всѣм; да Торская земля обилна. - Хоженіе за три моря Афонасья Микитина
В результаті перестановки звуків «Гурз» перетворився на «Груз» і з часом «Груз-ія». Російська назва була введена в кілька слов'янських мов (білоруська, болгарська, хорватська, чеська, македонська, польська, сербська, словацька, словенська, українська), а також інші мови, що історично контактували з Російською імперією та/або Радянським Союзом (наприклад, як латиська, литовська, естонська, угорська, їдиш, киргизька, туркменська, уйгурська, китайська, японська, корейська, в'єтнамська).[джерело?]
Український поет Юрій Дараган, який був сином грузинки, виступав за зміну української назви Грузії на «Картвелія»[значущість факту?].